# Tim Foley
Thomas David Foley, detto Tim (Evanston, 22 gennaio 1948 – St. Augustine, 24 settembre 2023), è stato un giocatore di football americano statunitense che ha giocato nel ruolo di cornerback per tutta la carriera con i Miami Dolphins della National Football League (NFL). Al college ha giocato a football all’Università Purdue.

## Carriera professionistica

### Miami Dolphins
Dopo una carriera da All-American all'università, Foley fu scelto nel terzo giro (55º assoluto) del Draft NFL 1970 dai Miami Dolphins. Giocò come titolare durante il dominio dei Dolphins nella lega nella prima metà degli anni settanta, raggiungendo tre Super Bowl consecutivi vincendone due, compreso quella della stagione 1972 in cui Miami divenne la prima e unica squadra della storia della NFL a concludere la stagione da imbattuta. Dopo un primato in carriera di 6 intercetti nel 1978, Foley fu convocato per il Pro Bowl. Si ritirò dopo la stagione 1980.

## Vittorie e premi
- Super Bowl : 2 Vincitore del Super Bowl (VII, VIII)
- (1) Pro Bowl (1978)

## Statistiche
| Partite totali | 134 |
| Intercetti     | 22  |